# Monenzyna
Monenzyna A – organiczny związek chemiczny pochodzenia naturalnego wyizolowany w 1967 roku ze Streptomyces cinnamonensis. Wykazuje silne działanie antybakteryjne i kokcydiostatyczne.
Monezyna A jest karboksylowym jonoforowym antybiotykiem polieterowym, gdyż w skład jej cząsteczki wchodzą między innymi: trzy pierścienie tetrahydrofuranowe, dwa pierścienie tetrahydopiranowe, trzy grupy hydroksylowe oraz grupa karboksylowa. Aktywność biologiczna tego antybiotyku związana jest z jej naturalną zdolnością do kompleksowania kationów metali jednowartościowych, a szczególnie kationu sodu. Kation sodu koordynowany przez monenzynę jest następnie transportowany przez błonę biologiczną komórki, co prowadzi do zaburzenia naturalnego gradientu stężenia Na+/K+ i ostatecznie powoduje śmierć komórki. Monenzyna nie jest stosowana w leczeniu ludzi, gdyż efekty uboczne jej stosowania przewyższają korzyści z efektu terapeutycznego.
Związek ten posiada ponadto szerokie spektrum właściwości biologicznych i farmakologicznych, takich jak: aktywność przeciwbakteryjna (zwłaszcza na bakterie Gram-dodatnie), aktywność przeciwmalaryczna i antybiotyczna. Ponadto monenzyna wspomaga apoptozę niektórych komórek nowotworowych oraz niezwykle silnie powstrzymuje rozwój pasożytniczych pierwotniaków z rodzaju Coccidia i Eimeria wywołujących kokcydiozę m.in. u bydła, królików i drobiu. Znajduje zastosowanie jako antybiotykowy stymulator wzrostu i kokcydiostatyk w przemysłowej hodowli bydła i drobiu (np. preparat Rumensin zawiera 6,6% monenzyny).
Znane są również dwa inne homologi monenzyny A: monenzyna B i monenzyna C.